# 揖斐川橋

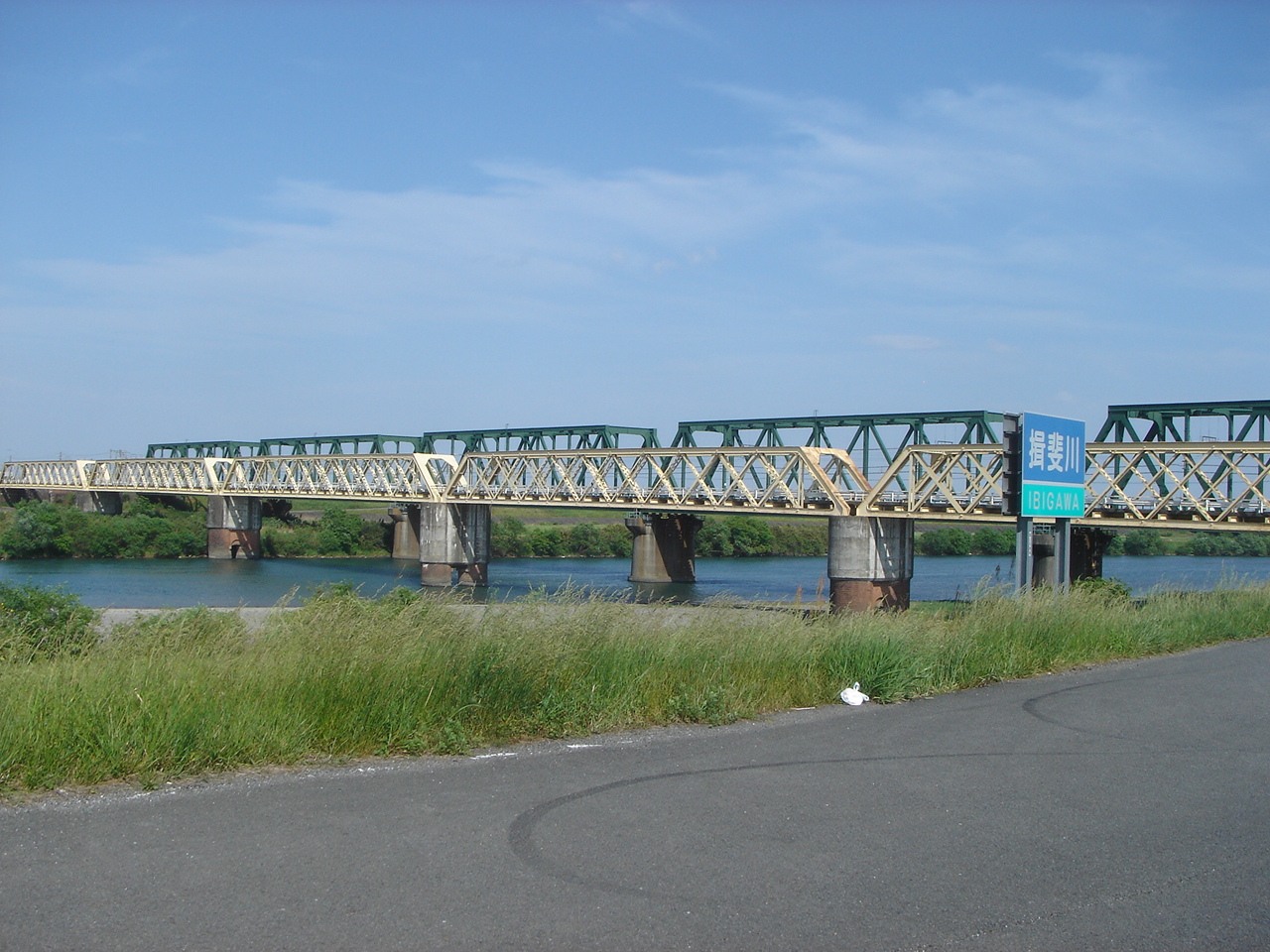
北西（大垣市）側から見た橋全景（2007年）。後ろの東海道線の橋梁に比べると一回り小さい

揖斐川橋（いびがわばし）は、岐阜県大垣市と岐阜県安八郡安八町を結ぶ、揖斐川に架かる橋である。大垣市道に指定されており、歩行者・自転車専用の橋として供用されている。
1886年（明治19年）東海道本線大垣駅〜加納駅（現：岐阜駅）開通時に建設された鉄道橋（旧揖斐川橋梁）の橋脚・橋梁を道路橋に転用して供用されている。
本橋は、東海道本線の開通時から原位置で残る唯一の遺構であり、かつ日本初の幹線鉄道である東海道本線の中で最も高度な技術を駆使して建設されていることから、2008年（平成20年）に国の重要文化財に指定された。

本橋の名称としては揖斐川橋の他に旧揖斐川橋梁、また地元では大垣市の地名から名付けられた「新開鉄橋」、旧安八郡沢渡村（1889年まで存在した村。後の三城村の一部。現大垣市東町付近）の村名から「沢渡鉄橋」と呼ばれている。

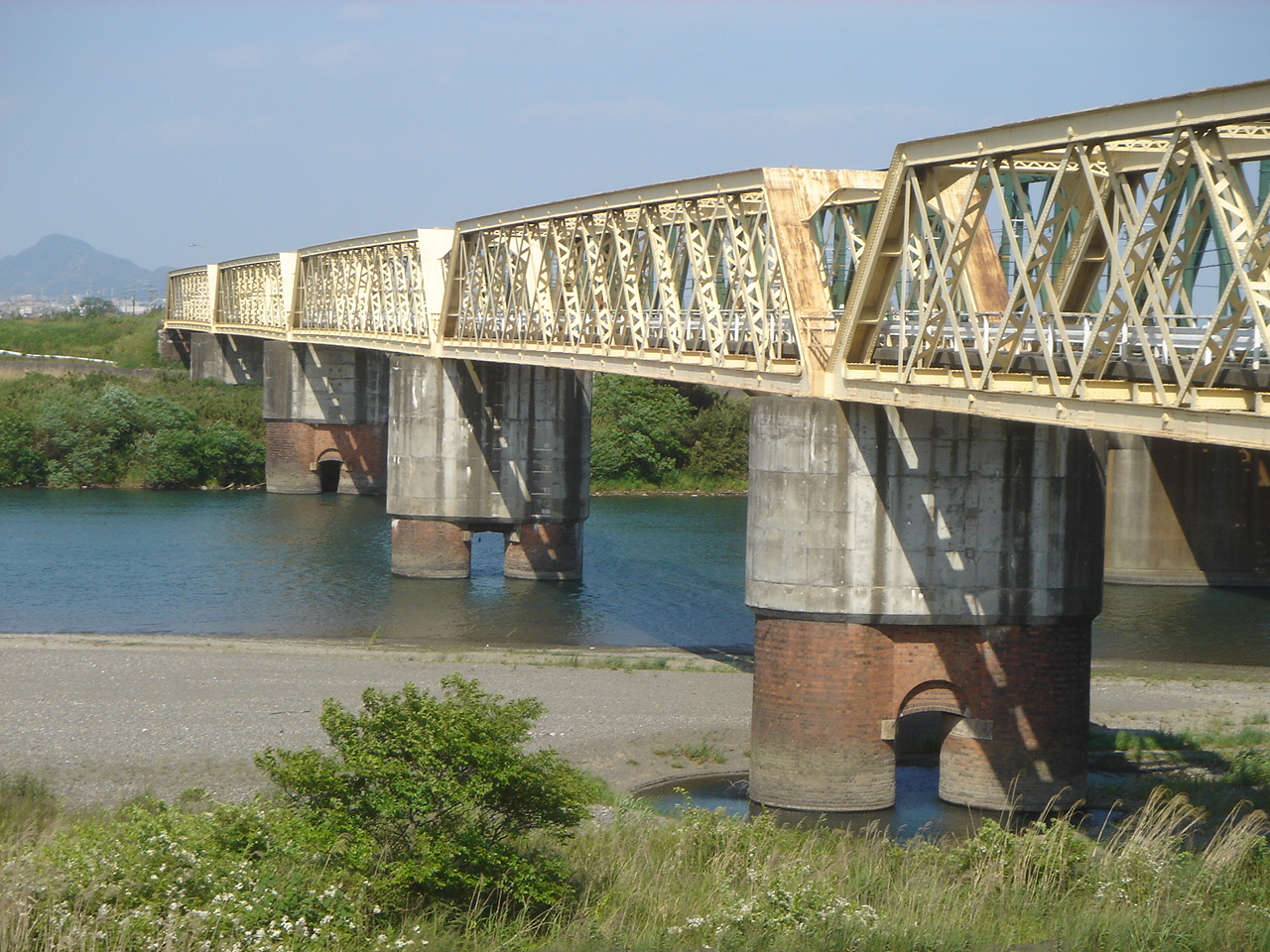
橋脚には煉瓦が確認できる

## 諸元
- 供用：1913年（大正2年）
  - 道路に転用されたのが1913年。鉄道橋は1886年完成。
- 延長：325.1 m, 5連[3]
- 幅員：3.4 m
- 支間：63.398 m (208 ft)、高さ：5.283 m
- 区間：岐阜県大垣市新開町 - 岐阜県安八郡安八町西結

設計はイギリス人の建築技師ポーナルが担当。橋梁は、1886年にイギリスのパテント・シャフトで製造された、下路ダブルワーレントラス（ピン結合）橋である。路面がアスファルト舗装、フェンスを両面に追加した以外は、ほぼ当時のままである。
橋脚は、円形煉瓦井筒（直径12フィート）2本である。コンクリート補強が行なわれているが、ほぼ当時のままである。当初の計画では鋳鉄柱方式であったが川底の軟弱地盤を考慮して方式が変更された。
重要文化財指定の構造としては、「鉄製5連トラス桁橋・橋長325.1m・橋台2基及び橋脚4基付」。

## 歴史
- 1884年（明治17年）5月 - 着工。
- 1886年（明治19年）12月 - 竣工。[3]
- 1887年（明治20年）1月21日 - 東海道本線揖斐川橋梁として供用開始。
- 1891年（明治24年）10月28日 - 濃尾地震で橋脚が被災。
- 1892年（明治25年）4月26日 - 復旧工事完了。[4]
- 1913年（大正2年）- 複線化に伴い、新しい揖斐川橋梁が供用開始。旧揖斐川橋梁は払い下げられ、木製の床を設置し道路に転用。
- 1960年（昭和35年）- 県道（大垣穂積線）の橋に指定される。
- 1969年（昭和44年）- 床を鉄筋コンクリート製に改良。
- 1970年代から1980年代、橋脚の剥離、亀裂が次々と見つかり、コンクリートを巻いて修復が行われている。
- 1988年（昭和63年）- 県道（大垣穂積線）が廃止され、大垣市の市道の橋となる。
- 2000年（平成12年）- 自動車通行禁止となり、歩行者、自転車専用の橋として使用開始。
- 2008年（平成20年）12月2日 - 鉄道技術史上、歴史的価値が高いものとして、「旧揖斐川橋梁」として重要文化財に指定。[3]
- 2021年（令和3年）4月 - 2016年（平成28年）から行われていた修復、塗装工事が完了。橋梁の色が鳶色になる。